# Nastasia Ionescu
Nastasia Ionescu (Maliuc, Tulcea, 5 de março de 1954) é uma ex-velocista romena na modalidade de canoagem.

## Carreira
Foi vencedora da medalha de Ouro em K-4 500 m em Los Angeles 1984, junto com as colegas de equipa Agafia Constantin, Tecla Marinescu e Maria Ştefan.